# Пам'ятник Максиму Горькому (Сіверськодонецьк)
Па́м'ятник Макси́му Го́рькому — пам'ятник радянському письменнику Максиму Горькому у місті Сіверськодонецьк Луганської області.
Розташований у сквері на Центральному проспекті на розі з вулицею Івана Франка
Пам'ятник Горькому для Сіверськодонецька було виготовлено на Митищинському заводі художнього лиття й встановлено в 1956 році до 20-их роковин зі дня смерті письменника.

## Історія
Спочатку на цьому місці, на цьому п'єдесталі був встановлений пам'ятник Клименту Ворошилову. Проте після ХХ з'їзду КПРС, який засудив Сталіна та його однодумців, до яких належав і Ворошилов, було прийнято рішення про демонтаж пам'ятника. Пам'ятник був прибраний, бронзовий напис на постаменті був збитий. Згодом, у 1956 році на цьому постаменті був встановлений пам'ятник Горькому і зроблений відповідний бронзовий напис.

## Опис пам'ятника
Гранітний пам'ятник Максиму Горькому встановлений на гранітному постаменті. Надпис відсутній. 
Письменник зображений у повний зріст. Палець правої руки засунутий за край борту довгого пальто. У лівій руці Горький тримає капелюха.